# Станко Світлиця
Станко Світлиця (серб. Станко Свитлица/Stanko Svitlica; нар. 17 травня 1976, Купрес) — сербський футболіст, що грав на позиції нападника. Відомий за виступами у низці сербських та закордонних клубів, проте найбільш відомий за виступами у варшавській «Легії», у складі якої став чемпіоном Польщі та найкращим бомбрардиром чемпіонату Польщі 2002—2003 років, під час якого він відзначився 24 забитими м'ячами.

## Клубна кар'єра
Народився Станко Світлиця в Купресі (нині Боснія і Герцеговина). Юнацьку кар'єру він провів у двох сербських клубах — «Бачка» (Бачка-Паланка) і «Воєво́дина». У 1994 році він перейшов до белградського «Партизана», який виграв у сезоні 1995—1996 років першість країни, проте в цій першості Світлиця зіграв лише 1 матч. У 1997 році він став гравцем іншого белградського клубу «Чукарички», в складі якого він зіграв 14 матчів, та відзначився 4 забитими м'ячами. У цій команді Світлиця вперше працював із головним тренером Драгомиром Окукою, із яким пізніше плідно працював у Польщі. У першій половині сезону 1997—1998 років нападник грав у французькому клубі «Ле-Ман», у якому у 8 зіграних матчах йому не вдалось відзначитись забитими м'ячами. Це стало причиною того, що вже за півроку він вирішив змінити клуб, та повернувся до Сербії. На батьківщині Світлиця став гравцем клубу «Пролетер» із Зренянина, в якому він зіграв за півроку 9 матчів, у яких відзначився 1 забитим м'ячем.
Сезон 1998—1999 років Станко Світлиця провів у команді «Спартак» із Суботиці, в якій у 16 зіграних матчах відзначився лише 1 забитим м'ячем. Наступний сезон сербський нападник провів у грецькому клубі «Етнікос Астерас», у якому йому також не вдалось відзначитись результативністю, адже в 21 зіграному матчі він відзначився лише 1 забитим м'ячем. Це призвело до чергового повернення футболіста на батьківщину, де він знову став гравцем клубу «Чукарички». У цьому клубі в сезоні 2000—2001 років Світлиця нарешті виявив свій бомбардирський хист, відзначившись 13 забитими м'ячами у 28 зіграних матчах. Після цього на запрошення сербського тренера Драгомира Окуки нападник став гравцем варшавській «Легії». Саме в цьому клубі Станко Світлиця досяг найбільших успіхів у своїй футбольній біографії. У сезоні 2001—2002 футболіст став чемпіоном Польщі та володарем Кубка Польської Ліги. Наступного сезону він став кращим бомбардиром першості, відзначившись 24 забитими м'ячами в чемпіонаті країни, ставши першим іноземцем, який підкорив цей титул. Світлиця став справжнім улюбленцем варшавських уболівальників, які часто на матчах викрикували гасло: «Станко Світлиця, тебе любить уся столиця!» (пол. Stanko Svitlica, kocha cię cała stolica). Усього за варшавський клуб сербський нападник відзначився 40 забитими м'ячами у 60 матчах польської першості. Проте команду переслідували фінансові труднощі, і керівництво клубу вирішило продати свого кращого бомбардира за кордон. Найвигідніші пропозиції надходили з Росії, конкретну пропозицію «Легії» зробив також барселонський «Еспаньйол», проте футболіста зумів придбати німецький клуб «Ганновер 96» за 300 тисяч євро, до якого серб приєднався в зимовому міжсезонні 2004 року. Проте, незважаючи на успішний дебют у клубі — Світлиця в своєму першому матчі проти «Баварії» відзначився забитим м'ячем у ворота. які захищав Олівер Кан, він зіграв за ганноверський клуб лише 3 матчі. в яких цей м'яч став єдиним, та перейшов у клуб другого німецького дивізіону «Рот Вайс Ален», в якому зіграв 38 матчів, та забив 11 м'ячів.
На початку сезону 2006—2007 років Станко Світлиця повернувся до польської першості, проте вже до іншого клубу — краківської «Вісли». Проте у краківському клубі серб зіграв лише 2 матчі, та повернувся на батьківщину. У Сербії Світлиця грав знову за «Чукарички», проте цього разу зіграв за клуб лише 1 матч. а пізніше за клуби «Срем» і «Банат» (Зренянин). Завершив виступи на полях футболіст 2010 року. Після закінчення футбольної кар'єри Станко Світлиця працює менеджером.

## Титули і досягнення

### Командні
- Чемпіон Польщі (1):

«Легія» (Варшава): 2002.
- Володар Кубка Польської Ліги (1):

«Легія» (Варшава): 2001–2002

### Особисті
- Найкращий бомбардир чемпіонату Польщі (1): 2002–2003